# Batasio
Batasio es un género de pez perteneciente a la familia Bagridae. El género fue descrito científicamente por primera vez en 1860 por el zoólogo inglés Edward Blyth y publicado en el Journal of the Asiatic Society of Bengal (29, 149).
Son peces de agua dulce distribuidos en los ríos y lagos de Asia.

## Especies
Se reconocen 18 especies en este género:
- Batasio affinis Blyth, 1860
- Batasio batasio Buchanan-Hamilton, 1822
- Batasio convexirostrum Darshan, Anganthoibi & Vishwanath, 2011
- Batasio dayi Vinciguerra, 1890
- Batasio elongatus Ng, 2004
- Batasio fasciolatus Ng, 2006
- Batasio feruminatus Ng & Kottelat, 2008
- Batasio flavus Plamoottil, 2015
- Batasio fluviatilis Day, 1888
- Batasio macronotus Ng & Edds, 2004
- Batasio merianiensis Chaudhuri, 1913)
- Batasio pakistanicus Mirza & Jan, 1989
- Batasio procerus Ng, 2008
- Batasio sharavatiensis Bhatt & Jayaram, 2004
- Batasio spilurus Ng, 2006
- Batasio tengana Buchanan-Hamilton, 1822
- Batasio tigrinus Ng & Kottelat, 2001
- Batasio travancoria Hora & Law, 1941